# Les Fleurs dédaignées
Les Fleurs dédaignées est un tableau réalisé en 1925 par l'artiste australienne Hilda Rix Nicholas lors de son séjour en France.

## Contexte
Emily Hilda Rix (connue invariablement sous le nom de Hilda) est née à Ballarat, dans l'État australien de Victoria le 1er septembre 1884,. Elle étudie à la National Gallery of Victoria Art School de 1902 à 1905, où elle suit l'enseignement d'un membre éminent de l'Heidelberg School, Frederick McCubbin. Après la mort de son père en 1906, sa famille part pour l'Angleterre au début de 1907, où Hilda Rix pratique pendant un certain temps avant de déménager à Paris.
Là, elle étudie à l'Académie Delécluse, prend des cours avec l'impressionniste américain Richard E. Miller et fréquenté l'Académie de la Grande Chaumière, où elle a pour professeur l'illustrateur d'origine suisse Théophile Alexandre Steinlen. Hilda Rix expose avec succès des œuvres peintes en Afrique du Nord mais vit par la suite une période terrible, avec la mort de sa sœur (1914), de sa mère (1916) et de son mari sur le Front de l'Ouest la même année.
Rix Nicholas retourne en Australie quelques semaines plus tard,. Rix Nicholas expose et peint en Australie au début des années 1920, avant de retourner en France en 1924.

## Le tableau
L'année suivante, Hilda Rix Nicholas crée l'une de ses œuvres les plus remarquables et importantes. D'une hauteur de près de 2 mètres et d'une largeur de 128 centimètres, Les fleurs dédaignées (titre original en français) est un portrait « perturbant » et « saisissant » d'une jeune femme en vêtements à la mode du XVIIIe siècle. Peint non pas avec la technique typique de l'artiste, mais dans un style maniériste, le sujet fait face au spectateur tout en regardant ailleurs, sa pose tendue, son expression illisible, avec un bouquet de fleurs jeté sur le sol à côté de l'ourlet de son énorme robe,. Le sens de sa pose et de son expression a préoccupé les critiques. Alors que Pigot considère le sujet comme « tendu » d'autres critiques sont moins sûrs. Jennifer Gall pense que le sujet représente des émotions tumultueuses, avec un contraste délibéré entre un cadre agréable et une expression dédaigneuse. L'artiste Carole Best n'a pour sa part aucun doute, concluant que le sujet est « clairement énervé ». La conservatrice Anne Gray de la National Gallery of Australia observe « une chaleur émotionnelle considérable émanant du sujet », mais se demandé si c'est le cas ou si son expression peut en fait être « la lueur d'un sourire ».
Bien que dépeignant une jeune femme, le modèle est « un mannequin professionnel parisien et prostituée, apparemment réputée pour être de mauvaise humeur et acariâtre ». Le pastiche créé dans cette œuvre est saisissant : un style artistique du XVIe siècle, une composition comprenant une tapisserie du XVIIe siècle et une robe du XVIIIe siècle, créée par un artiste du XXe siècle. La tapisserie sur laquelle l'arrière-plan est basé appartient à l'artiste. La robe a été créée pour le mannequin, spécialement pour cette composition.
L'œuvre reflète certainement l'étendue des capacités et des ambitions de Rix Nicholas et est peint avec l'intention spécifique de le faire accrocher au Salon de Paris. Lorsque l'œuvre est exposée à Sydney en 1927, elle attire l'attention du critique du Sydney Morning Herald :

« De par sa combinaison de grâce, de force dramatique et de clarté dans la technique, ce tableau serait difficile à dépasser. Il n'y a aucun élément sur lequel on puisse pinailler ; il raconte son histoire avec une vivacité directe. En arrière-plan du sujet, Mme Rix Nicholas a mis un morceau de tapisserie antique, de sorte que les arbres de chaque côté se penchent en arc sur la tête, le visage et les épaules se détachent clairement du ciel, et derrière le corps et les membres sont l'extension d'une campagne pleine de tours et de rivières et d'arbres. La conventionnalité pittoresque de cet arrière-plan s'accorde exactement avec le costume de la fin du XVIIIe siècle, tout arrosé de roses et d'héliotropes ; et toute la masse des détails s'harmonise parfaitement avec le type de visage du modèle. C'est un visage froid et égoïste. L'artiste a fait ressortir avec des traits révélateurs une expression de malice vindicative qui s'y repose pour le moment ; et les mains, les doigts écrasés les uns par les autres, donnent une indication claire de la tension nerveuse à l'intérieur. Le traitement des tons chair et la disposition générale attirant doucement l'attention sans trop gêner sur les ancolies éparpillés sur le sol propre sont excellents. »

Le tableau a été acheté par la National Gallery of Australia en 2008 au fils de l'artiste, Rix Wright. L'institution possède également des peintures préparatoires.